# Норберт Губер (волейболіст)
Норберт Губер (пол. Norbert Huber; нар. 14 серпня 1998, Березів) — польський волейболіст, що грає на позиції центрального блокувальника (першого темпу) за польський клуб «Ястшембський Венґель» і національну збірну.

## Життєпис
Грав у клубах СМС ПЗПС Спала (SMS PZPS Spała, 2014—2017), АКС V ЗО Ряшів, «Чарні» (Радом), «Скра», ЗАКСА (2021—2023).

### Досягнення
Клубні
- Переможець Ліги Чемпіонів ЄКВ 2021, 2022
- Чемпіон Польщі 2022
- Володар Кубка Польщі 2022, 2023[2]

Зі збірною
- Чемпіон Європи U20 (2016[3], у фіналі здолали збірну України на чолі з Олегом Плотницьким[4])
- Чемпіон світу U21 (2017)[5]
- Переможець Ліги Націй 2023